# Бодрак
Бодра́к (Бадра́к; укр. Бодрак, крымскотат. Badraq, Бадракъ) — река в Крыму, левый приток Альмы, длиной около 17,0 километров с площадью бассейна 74,4 км², уклон реки 20,7 м/км, у реки 10 притоков длиной менее 5 километров. Среднемноголетний сток, измеренный на гидропосте Трудолюбовка — 0,08 м³/сек, в устье — 0,099 м³/сек. Кандидат геолого-минералогических наук Е. П. Каюкова приводит следующие цифры: расход воды 0,1 м/с³, среднегодовой сток 3,15 миллиона м³, максимальный расход воды 44,3 м³/с.

## Название
Этимология названия Бодрак точно не установлена. Согласно основной версии река получила имя от названия тюркского родо-племенного объединения Бадрак (роды с таким или очень близким названием существуют у ряда тюркских народов: ногайцев, акногайцев, казахов, башкир, туркмен). Другое предположение возводит название к слову бадрак, в переводе — плохой, ленивый работник (так, например, степные ногайцы обзывали предгорных татар). Ещё одна версия связывает название с древнетюркским словом будрак, имеющим значение «раздольный», «вольготный».

## География
Бодрак — самый длинный и многоводный приток Альмы. Начинается на юго-западных склонах хребта Азапсырт, на высоте свыше 400 метров и представляет собой «серию мелких лужиц в области сланцев таврической серии». Протекает по территории Бахчисарайского района с перепадом высот около 230 м. Впадает слева в Альму в среднем течении, в 39,0 км от устья, на пересечении речной долины с продольной впадиной между Внешней и Внутренней грядами Крымских гор у пгт Почтовое.
Питается река из карстовых источников, дебет которых сильно зависим от общего количества осадков. Паводки связаны с весенним таянием снегов в горах и ливнями, во время которых сток увеличивается в сотни раз. Редко, но случаются сели. Водоохранная зона реки установлена в 50 м.

## Притоки
Согласно справочникам, Бодрак притоков не имеет. На современных картах левый приток, протекающий через Прохладное «полуофициально» назван Узеньчик (крымскотат. özençik — речка). На картах 1836 и 1842 года подписан, как овраг Мендер, как и у Николая Рухлова, в труде «Обзор речных долин горной части Крыма» 1915 года. Также исследователь отмечает балку Шары (они же Московский и Ленинградский соответственно), которая, вместе с Мендером, совокупно поставляли 74 980 вёдер воды в сутки. Левый приток Шари также обозначен на картах 1836 и 1842 года, ещё в 1836 году подписаны правые овраги Бакла, Джадаир, Кересы Тарап, Кермен Арасы, Сарадан дересы и левые Чах-Махлы и Хуш джилга. У Рухлова также описана балка Ямарчик, питающаяся в деревне Русский Мангуш несколькими фонтанами общим дебетом около 20000 вёдер в сутки. Кроме того, на подробных картах в верховьях Бодрака подписаны балки Кугульницкия Яр, Копейкин Яр и Писарев Яр. В современных трудах также перечисляют ручьи-овраги: левый Мангушский, правые Джидаирский, Дохлой лошади (Колхозный) и Баклинский (Такма). На притоках реки устроено около двух десятков прудов для сбора поверхностного стока зимне-весеннего периода (у преобладающей части водоемов ещё имеется подпитка из родников) и последующего сезонного регулирования стока с общей площадью зеркала опримерно 30 гектаров. Наиболее значительные имеют собственные названия: Мангушский, Воронежский, Широкий Яр, Ексиментий, Мендер, Колхозный, Юркин, Кагульчик

## Исторические известия
Впервые река упомянута как Бадак в 1666 году у Эвлии Челеби в Книге путешествия. Пётр Паллас в 1794 году отмечал опасность реки, особенно по глубоким ямам, образующимся в подвижном ложе и речным потокам, впадающим из боковых долин, во время разливов, связанных с ливнями.
На Бодраке расположены сёла Бахчисарайского района: Прохладное, Трудолюбовка, Скалистое и Новопавловка.

## Геология
Долина Бодрака, лежащая в пределах Второй горной гряды, сложена верхнемеловыми мергелями и известняками, прикрытыми среднепалеогеновыми нуммулитовыми известняками. В раннеюрское время в результате прогибов в земной коре в районе нынешних верховьев Бодрака возникали разрывы, уходившие вглубь Земли. Через них на поверхность проникала магма. В долине реки находится один из трёх выходов вулканических пород (базальты) — бодракский субвулканический комплекс возрастом 160—175 млн лет.
Мшанковые известняки долины оказались отличным строительным материалом, и их добыча ведётся с древних времён. До революции камень, добываемый в районе села Трудолюбовка, называли бодракским, в наше время он известен как альминский.
Ещё в начале четвертичного периода Бодрак не впадал в Альму, а сам тёк к морю, Альма же протекала по долине нынешнего Западного Булганака. Позже, вместе с общим подъёмом Крымского полуострова, произошло изменение течения Альмы, и река устремилась в бывшую бодракскую долину.